# 斯洛博然斯凯 (哈尔科夫区)

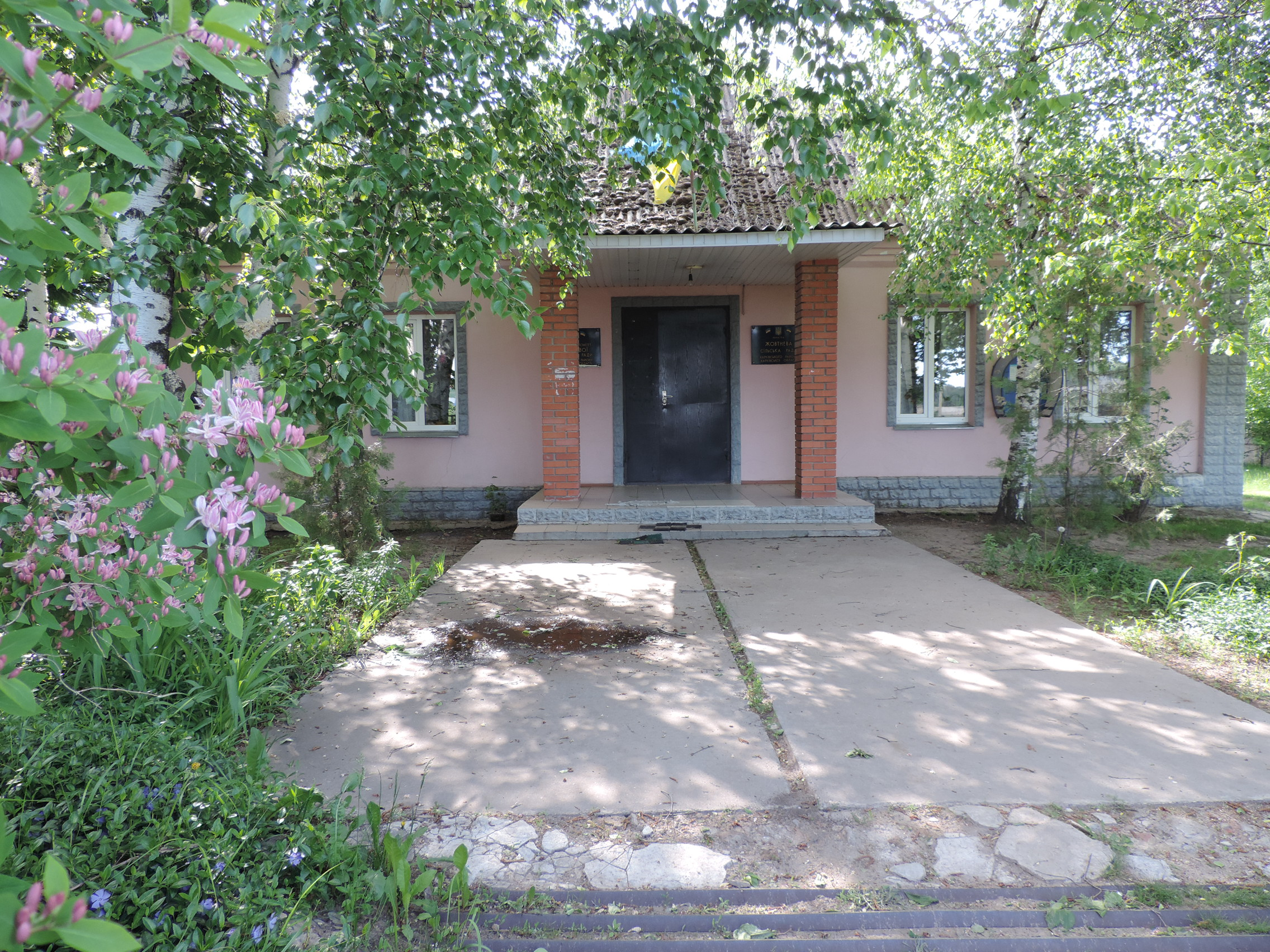
原村议会地址

斯洛博然斯凯（烏克蘭語：Слобожанське），是烏克蘭東部哈爾科夫州哈爾科夫區利普齐市镇内的村落，處於哈爾科夫河畔，始建於1731年，面積3.34平方公里，海拔高度115米，2001年人口1,173。